# Shush
Shush (em persa: شوش também romanizado como Shūsh, Shoosh, e pelo nome da antiga cidade vizinha: Susha) é uma cidade e capital do Condado de Shush, província de Khuzestão, no Irã. No censo de 2016, sua população era 77 148 hab.  Shush está localizado ao lado da antiga Susa.

## Economia da cidade de Shosh

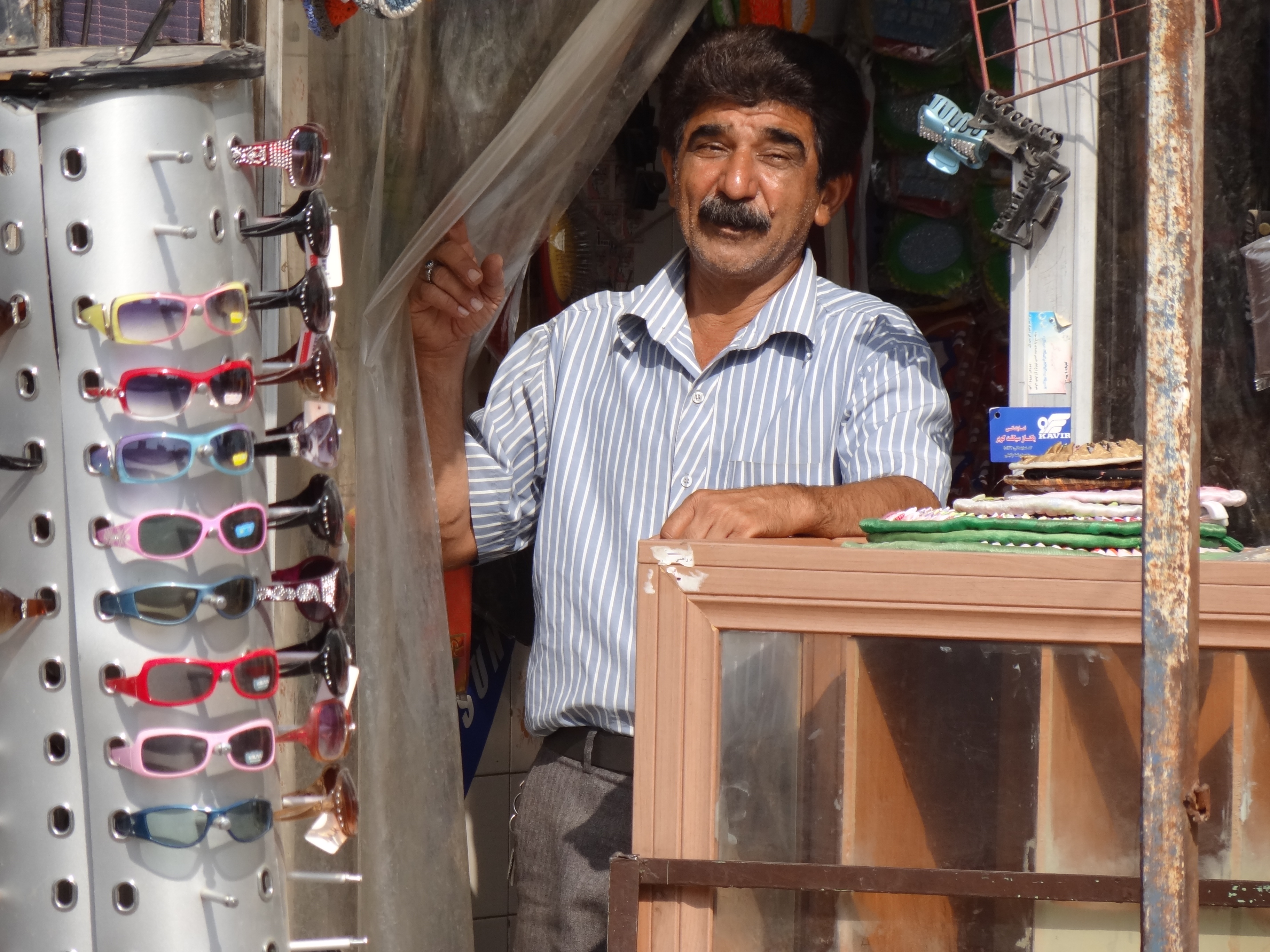
Mercado de Darwish, 2004

A vida econômica da cidade de Shosh começou com a construção da rodovia Teerã-Khorramshahr e da estação da Ferrovia Trans-iraniana.  Shosh é uma cidade com 5,6 quilômetros quadrados está localizado a 115 quilômetros a noroeste de Ahwaz 
Sua importância histórica também ajudou a atrair turistas e devotos que visitam o santuário do profeta Daniel.  Outro ponto de devoção é a tumba do poeta Debel Khozaei. 
Nas proximidades da cidade foi construída a Represa de Dez, entre 1959 e 1963 durante o governo de Mohammad Reza Pahlavi, para transmitir eletricidade. Isto levou a região a contar com um sistema de irrigação moderno e o estabelecimento da agro-indústria. 
A administração, por outro lado, se expandiu atraindo uma grande parte da mão de obra. Mas ainda o setor de serviços e comércio é mais proeminente do que outros setores.

## Tchogha Zanbil

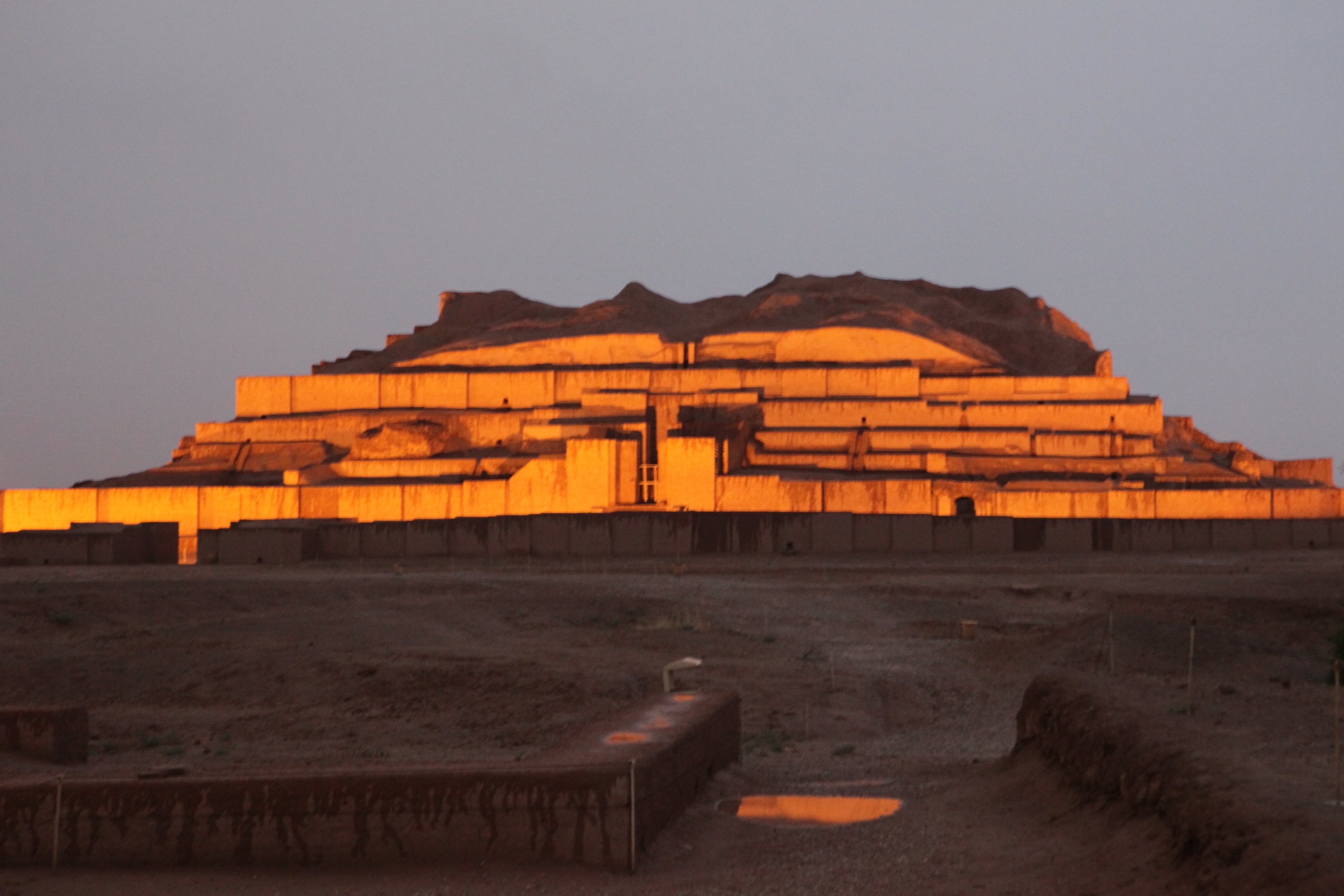
Zigurate de Tchogha Zanbil

O zigurate de Tchogha Zanbil é um antigo templo construído na época de Ilam (elamitas) por volta de 1250 a.C. e esta localizado próximo a  antiga Susa. 
Em 1979, essa estrutura foi o primeiro monumento iraniano a ser listado na Lista de Patrimônio Mundial da UNESCO. Os orientalistas consideram o Tchogha Zanbil como o primeiro edifício religioso no Irã. Este santuário foi construído por Montaz Gal, o grande rei dos elamitas, e foi erguido em homenagem ao deus Inshushinak. 
A localização geográfica o Zigurate de Tchogha Zanbil fica 45 km ao sul de Susa  próximo da antiga área de Haftepheh. O acesso a este sítio é possível a partir de um desvio da estrada na estrada que liga Shush a Ahwaz. 

## Temperatura
O ar quente é quente e seco. No centro da cidade, as temperaturas mais altas do verão chegam a 67 graus Celsius em compensação a temperatura mais baixa é de 1 grau acima de zero O clima da cidade é influenciado pelo efeito da alta pressão, que faz com que algumas das temperaturas do verão sejam altas. 